# Dobrova, Dobrova - Polhov Gradec
Dobrova je naselje s skoraj 1.000 prebivalci na zahodnem obrobju Ljubljane, administrativno središče in tudi največje naselje občine Dobrova - Polhov Gradec.
Dobrova leži na severozahodnem obronku Ljubljanskega barja ob cesti Ljubljana - Polhov Gradec.  Naselje je od Ljubljane oddaljeno 8 km in dobro povezano z rednimi avtobusnimi linijami z Ljubljano ter s Polhovim Gradcem ter Horjulom. Del osrednjega naselja v dolini rečice Gradaščica je na višjih terasah Dobrovskega hriba z najvišjim vrhom Jazbina 604 mnm. Na severni strani naselja sega ravnina do Gradaščice, ki občasno poplavlja.
V vasi stoji župnijska cerkev Marijinega vnebovzetja, ki je bila v preteklosti ena najbolj obiskanih romarskih poti na Kranjskem. Prejšno poznogotsko cerkev so v letih 1711 do 1712 podrli in nato do 1716 zgradili sedanjo baročno po načrtih stavbenika Gregorja Mačka.
V Dobrovi je bila med drugo svetovno vojno močna postojanka italijanskih okupatorjev, zaradi nasilja, ki se je razširilo z nastopom komunistične revolucije, pa tudi vaških stražarjev (t. i. bele garde) in domobrancev. V bližini so bili poleti 1942 in pozimi 1943 pogosti boji med partizani in okupatorjem.
Na Dobrovi je bil rojen slovenski skladatelj Emil Adamič.

## Zgodovinski razvoj Dobrove
Leta 1854 je področje ljubljanske okolice pripadalo mestu Ljubljana, in sicer okraju Ljubljana okolica, kamor je sodil kraj Dobrova.
V Kraljevini Jugoslaviji je občina Dobrova pripadala srezu Ljubljana okolica. Naselja v občini Dobrova: Brezje, Dobrova, Draževnik, Gabrje, Hruševo, Komanija, Kozarje, Osredek, Podsmreka, Razori, Stranska vas, Šujica, Vrhovci.
V času Republike Jugoslavije je občina Dobrova pripadala okraju Ljubljana okolica. Leta 1960 je bil cilj zmanjšati število občin, tako je občina Dobrova pri Ljubljani postala združena k občini Ljubljana - Vič – Rudnik. Ustava iz leta 1974 je postavila kot enega od temeljev socialističnega samoupravljanja krajevno skupnost. Tako je vzpostavljena krajevna skupnost Dobrova.
Po osamosvojitvi so prišle nove spremembe. Leta 1994 je bila občina Dobrova združena v občino Dobrova - Horjul - Polhov Gradec. Leta 1998 nastajajo nove občine. Takratna krajevna skupnost Horjul se je osamosvojila v občino Horjul, hkrati pa je nastala občina Dobrova – Polhov Gradec.

## Osnovna šola na Dobrovi
Leta 1844 je ustanovljena kot enorazrednica. Pouk je sprva potekal v mežnariji, poučeval je duhovni pomočnik Matevž Milharčič. Leta 1945 so mežnarijo s prezidavami prilagodili šolskim potrebam. Leta 1853 je nastavljen prvi posvetni učitelj. Leta 1885 dvorazrednica, leta 1910 trirazrednica, leta 1921 šestrazrednica, leta 1935 sedemrazrednica. Leta 1943 so partizani šolsko poslopje zažgali. Leta 1967 se šola poimenuje Osnovna šola 7. maja Dobrova pri Ljubljani. Leta 1965 so pri šoli odprli tudi oddelke za predšolske otroke: skupina malčkov, sredinčkov in predšolskih otrok. Leta 1968 je bila šoli priključena podružnična šola Brezje, ki je bila ukinjena leta 1975. Leta 1991 se šola preimenuje v Osnovno šolo Dobrova pri Ljubljani. Danes deluje v okviru šole Vrtec pri Osnovni šoli Dobrova.

## Cerkev Vnebovzetja Device Marije
Župna cerkev Vnebovzetja Device Marije, ki se je prvotno imenovala Marija v leščevju je zelo pomembna za občino. Legenda pravi, da so leta 970 prvotno zgradili kapelico na mestu, kjer so pastirji našli klečečo živino pred Marijino podobo in zato se je prvotno imenovala Marija v leščevju. Z danes znanimi zgodovinskimi viri tega izročila ni mogoče niti potrditi niti zavreči. V 12. in 13. stoletju je bila znamenita pot, leta 1231 so zgradili večjo cerkev, potem leta 1713 in 1779 pa so zgradili dodatne stavbe in razširili cerkev.